# محمد إبراهيم المطوع
محمد إبراهيم المطوع (مواليد سبتمبر 1947
) سياسي بحريني. يتولى حاليا منصب وزير شئون المتابعة منذ نوفمبر 2010.

## السيرة الذاتية
حصل على ليسانس آداب في الفلسفة وعلم النفس والاجتماع من جامعة الإسكندرية بمصر.
عمل مسئول الأنشطة الشبابية والوطنية بوزارة العمل والشئون الاجتماعية عام 1972 ثم مدير شئون مجلس الوزراء بوزارة الدولة لشئون مجلس الوزراء عام 1974 ثم مدير عام مكتب رئيس الوزراء عام 1977 ثم وزير الدولة لشئون مجلس الوزراء عام 1993 ثم وزير شئون مجلس الوزراء والإعلام عام 1995 ثم وزير شئون رئاسة مجلس الوزراء عام 2001 ثم وزير شئون مجلس الوزراء عام 2002 ثم مستشار رئيس مجلس الوزراء للشئون الثقافية عام 2005 ثم وزير شئون المتابعة من نوفمبر 2010.
في يونيو 2009 قامت البحرين بترشيح المطوع لتولي منصب الأمين العام لدول مجلس التعاون لدول الخليج العربية وذلك خلفا للأمين العام وقتذاك عبد الرحمن بن حمد العطية الذي تنتهي فترة ولايته في مارس 2011 ولكن جوبه الترشيح برفض مطلق من قطر بسبب الحملة الإعلامية التي شنها عليها عندما كان وزيرا للإعلام في عقد 1990 إثر الخلاف البحريني القطري على ملكية جزر حوار.